# 一球成名
《疾風禁區》（英語：Goal!，美國上映名稱為）是一套2005年上映的美國電影，由丹尼·卡农負責擔任電影導演。
電影故事講述一位年輕的墨西哥足球員 Santiago Muñez 夢想成為一位偉大足球員以及進軍國際球壇的三部曲電影中的首部曲，電影主角紐尼斯是一個偷渡至美國的墨西哥家庭中的小伙子，居住於洛杉磯的他擁有天賦的球技，在他加入的球隊中擔任主力得分射手，曾經是英超球會纽卡斯尔联射手的球探 Glen Foy 在一場球賽無意中發現他精湛的球技，結果 Glen Foy 幾經辛苦獲得現任紐卡素領隊同意讓紐尼斯加入球會，及後成功地在英超為球隊上陣，並射入一個奠定勝的入球。
本電影獲得國際足協全力支持拍攝，並耗資多達一億美元完成電影，原因是將真實的比賽環境及球隊加入電影內以及電影續集會移師西班牙球會皇家馬德里為電影籃本。

## 演員
- 库诺·贝克（Kuno Becker）- Santiago Munez
- 亚力桑德罗·尼沃拉（Alessandro Nivola）- Gavin Harris
- 马塞尔·尤里斯（Marcel Iures）- Erik Dornhelm
- 斯蒂芬·迪兰（Stephen Dillane）- Glen Foy
- 安娜·弗瑞尔（Anna Friel）- Roz Harmison
- 柯瑞安·奥布伦（Kieran O'Brien）- Hughie McGowan
- 西恩·帕特维（Sean Pertwee）- Barry Rankin

## 客串演出
本電影獲得多位世界級球星及領隊客串演出，包括：
- 卡卡

## 上映日期
- 2005年9月8日（電影節首映場）- 法國
- 2005年9月29日－以色列
- 2005年9月30日－丹麥，愛沙尼亞，芬蘭，英國
- 2005年10月6日－匈牙利，新加坡
- 2005年10月7日－拉脫維亞，瑞典，土耳其
- 2005年10月9日－墨西哥
- 2005年10月12日－法國
- 2005年10月13日－瑞士（德文版本）
- 2005年10月14日－西班牙
- 2005年10月19日－瑞士（法文版本）, 比利時
- 2005年10月20日－荷蘭，阿根廷
- 2005年10月21日－意大利，瑞士（意大利文版本）
- 2005年10月27日－德國
- 2005年10月28日－哥倫比亞
- 2005年11月2日－菲律賓
- 2006年2月16日－澳洲
- 2006年3月11日－中国大陆
- 2006年5月12日－美國
- 2006年5月27日－日本

## 外部連結
- 疾風禁區官方網站
- Official 疾風禁區美國版官方網站 （页面存档备份，存于）
- 互联网电影数据库（IMDb）上《一球成名》的资料（英文）
- 紐卡素官方網站 （页面存档备份，存于）
- BBC對疾風禁區的評論 （页面存档备份，存于）
- 歐洲足協對疾風禁區的評論 （页面存档备份，存于）